# Pongser Straße 291 (Mönchengladbach)

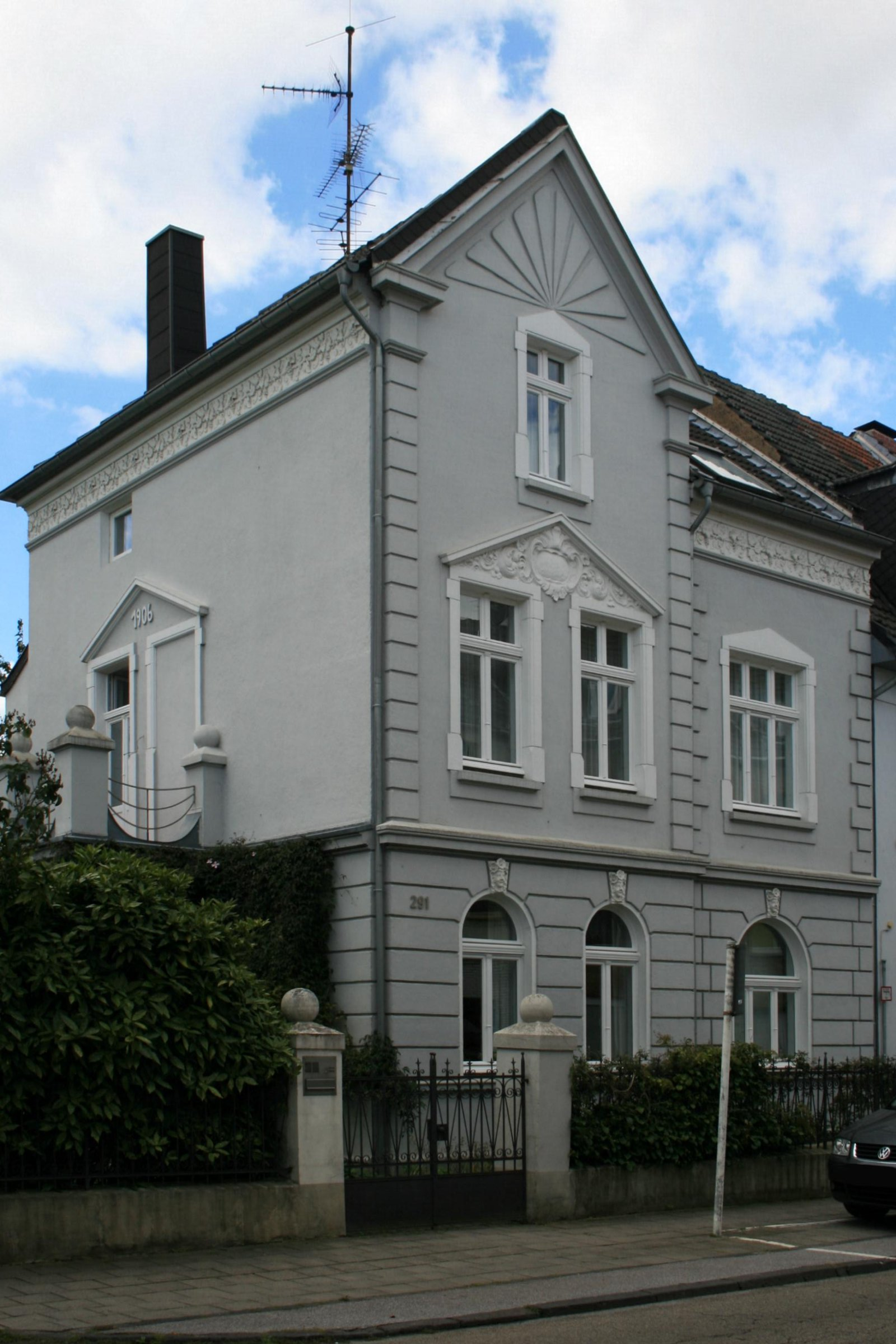
Wohnhaus (2010)

Das Wohnhaus Pongser Straße 291 steht im Stadtteil Pongs in Mönchengladbach (Nordrhein-Westfalen).
Das Gebäude wurde 1906 erbaut. Es wurde unter Nr. P 002 am 14. Mai 1985 in die Denkmalliste der Stadt Mönchengladbach eingetragen.

## Lage
Das Gebäude liegt in der Pongser Straße im Stadtteil Pongs.

## Architektur
Es handelt sich um ein zweigeschossiges, unterkellertes Haus mit einem Satteldach, das im Jahre 1906 erbaut wurde. Die Fassade ist in Renaissance-Formen stuckiert.
Das Wohnhaus ist als Beispiel einer kleinbäuerlichen, durch die Stuckierung der Fassaden und die umgebende Gartenanlage aufgewerteten „Vorstadtvilla“ der Jahrhundertwende erhaltenswert.